# Fall Brawl
Fall Brawl foi um evento de wrestling profissional transmitido em formato de pay-per-view pela World Championship Wrestling (WCW) no mês de Setembro entre 1993 e 2000. É comparado ao Survivor Series, pay-per-view da WWE. Todas as principais lutas eram no formato WarGames match, exceto em 1999 e 2000.

## Eventos
| Data                   | Cidade                        | Local                                    | Principal luta |
| ---------------------- | ----------------------------- | ---------------------------------------- | --- |
| 19 de setembro de 1993 | Houston, Texas                | Astro Arena                              | Sting, Davey Boy Smith, Dustin Rhodes e The Shockmaster vs. Sid Vicious, Vader e Harlem Heat (Kole e Kane) em uma WarGames match                                                             |
| 18 de setembro de 1994 | Roanoke, Virginia             | Roanoke Civic Center                     | Dusty Rhodes, Dustin Rhodes e The Nasty Boys (Brian Knobbs e Jerry Sags) vs. The Stud Stable (Terry Funk, Arn Anderson, Bunkhouse Buck e Colonel Robert Parker) em uma WarGames match        |
| 17 de setembro de 1995 | Asheville, North Carolina     | Asheville Civic Center                   | Hulk Hogan, Randy Savage, Lex Luger e Sting vs. The Dungeon of Doom (Kamala, Zodiac, Shark e Meng) em uma WarGames match                                                                     |
| 15 de setembro de 1996 | Winston-Salem, North Carolina | Lawrence Joel Veterans Memorial Coliseum | Team nWo (Hollywood Hogan, Kevin Nash, Scott Hall e nWo Sting) vs. Team WCW (Lex Luger, Ric Flair, Arn Anderson e Sting) em uma WarGames match                                               |
| 14 de setembro de 1997 | Winston-Salem, North Carolina | Lawrence Joel Veterans Memorial Coliseum | The nWo (Buff Bagwell, Kevin Nash, Syxx e Konnan) vs. The Four Horsemen (Chris Benoit, Steve McMichael, Ric Flair e Curt Hennig) em uma WarGames match                                       |
| 13 de setembro de 1998 | Winston-Salem, North Carolina | Lawrence Joel Veterans Memorial Coliseum | Team WCW (Diamond Dallas Page, Roddy Piper e The Warrior) vs. Team Hollwood (Hollywood Hogan, Stevie Ray e Bret Hart) vs. Team Wolfpac (Kevin Nash, Sting e Lex Luger) em uma WarGames match |
| 12 de setembro de 1999 | Winston-Salem, North Carolina | Lawrence Joel Veterans Memorial Coliseum | Hulk Hogan (c) vs. Sting pelo WCW World Heavyweight Championship |
| 17 de setembro de 2000 | Buffalo, New York             | HSBC Arena                               | Kevin Nash (c) vs. Booker T em uma Steel Cage match pelo WCW World Heavyweight Championship                                                                                                  |